# Droga krajowa B194 (Niemcy)
Droga krajowa 194 (niem. Bundesstraße 194, B 194) – niemiecka droga krajowa przebiegająca  z południa na północ od skrzyżowania z drogą B192 koło Groß Plasten do skrzyżowania z drogami B96 i B105 w Stralsund w Meklemburgii-Pomorzu Przednim.